# 林戈尔赛姆
林戈尔赛姆（法語：Lingolsheim，法語發音：[liŋ(ɡ)ɔlsaim] ⓘ），法国东北部城市，大东部大区下莱茵省的一个市镇，隶属于斯特拉斯堡区，其市镇面积为5.69平方公里，2022年1月1日时人口数量为20,683人，在法国城市中排名第498位。
林戈尔赛姆位于下莱茵省东部，省会斯特拉斯堡市区西南部，是斯特拉斯堡的一个近郊卫星城，两地间有多条公共交通线路。

## 地名
根据当地官方网站的描述，“林戈尔”一名的来源拉丁语单词“Ligno”，意为“树林”；而“赛姆”则为一个常见的日耳曼语地名后缀，意为“居住地”。
在阿尔萨斯语中，“Lingolsheim”被写作“Lingelse”。
该地在部分地图中的名称为“兰戈尔桑”，此名称为地图从Wikidata上抓取的中文维基早期机翻误译，而“林戈尔赛姆”一名则已修正。

## 历史
林戈尔赛姆境内有多处史前文明遗迹，在高卢-罗马时期，林戈尔赛姆已形成一个聚落。当地最初的城镇记载出现于中世纪末期，彼时，林戈尔赛姆为兰茨贝格家族的一处领地。法国大革命后，林戈尔赛姆成为下莱茵省的一个市镇。工业革命期间，连接斯特拉斯堡和圣迪耶的铁路由林戈尔赛姆通过。1871至1919年以及第二次世界大战期间，林戈尔赛姆及其所处的阿尔萨斯-洛林地区分别被普鲁士和纳粹德国占领。二战后，林戈尔赛姆逐渐发展成为斯特拉斯堡的一个近郊卫星城，当地人口数量逐年增加。

## 地理

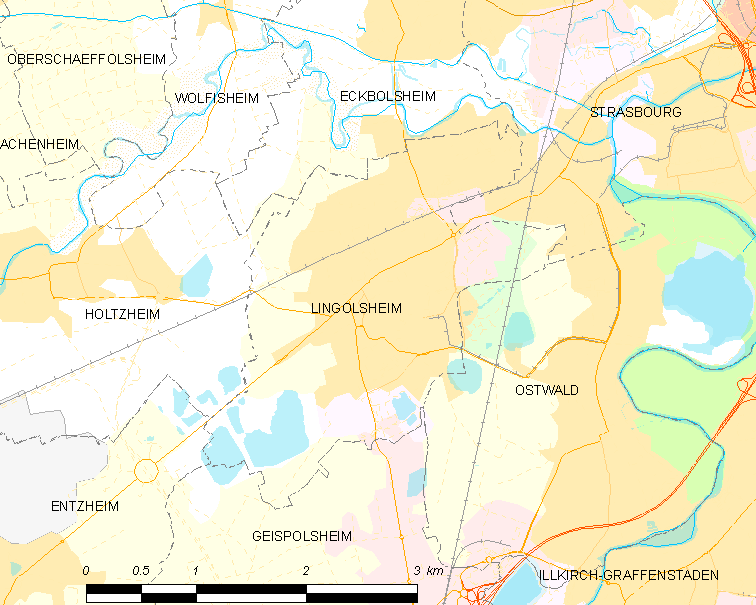
林戈尔赛姆市镇范围地图

林戈尔赛姆位于法国东北部，大东部大区东北部和下莱茵省东部，距离省会斯特拉斯堡大约9公里。与林戈尔赛姆接壤的市镇包括：埃克博尔赛姆、恩赛姆、盖斯波尔赛姆、奥尔蔡姆、奥斯特瓦尔德、斯特拉斯堡。

### 地形
林戈尔赛姆位于孚日山东部冲积平原腹地，境内以平原为主，地势平坦，全境海拔在139到150米之间。

### 水文
林戈尔赛姆属于莱茵河流域，市镇范围南部有多处湖泊，属于冰川遗迹。

### 植被
林戈尔赛姆属于温带阔叶混交林区，林地相间分布于多个街区。
在鲜花城市的评比中，林戈尔赛姆被评为2星级鲜花城市。

### 气候
林戈尔赛姆在柯本气候分类法中属于温带海洋性气候。

## 行政区划
林戈尔赛姆是法国大东部大区下莱茵省的一个市镇，编号为67267。林戈尔赛姆隶属于斯特拉斯堡区和下莱茵省第四选区，管理林戈尔赛姆县，同时也是斯特拉斯堡欧洲都会区的组成部分。
法国国家统计与经济研究所（简称）在进行数据统计时，将林戈尔赛姆及相邻的另外22个市镇设为斯特拉斯堡城市核心区，并将包括核心区在内的周边共258个市镇划为斯特拉斯堡城市区。自2020年起，斯特拉斯堡城市区被包含268个市镇的斯特拉斯堡城市辐射区代替。此外，还将林戈尔赛姆市镇分为了7个“块区”（IRIS），以便于统计人口分布情况。

## 交通

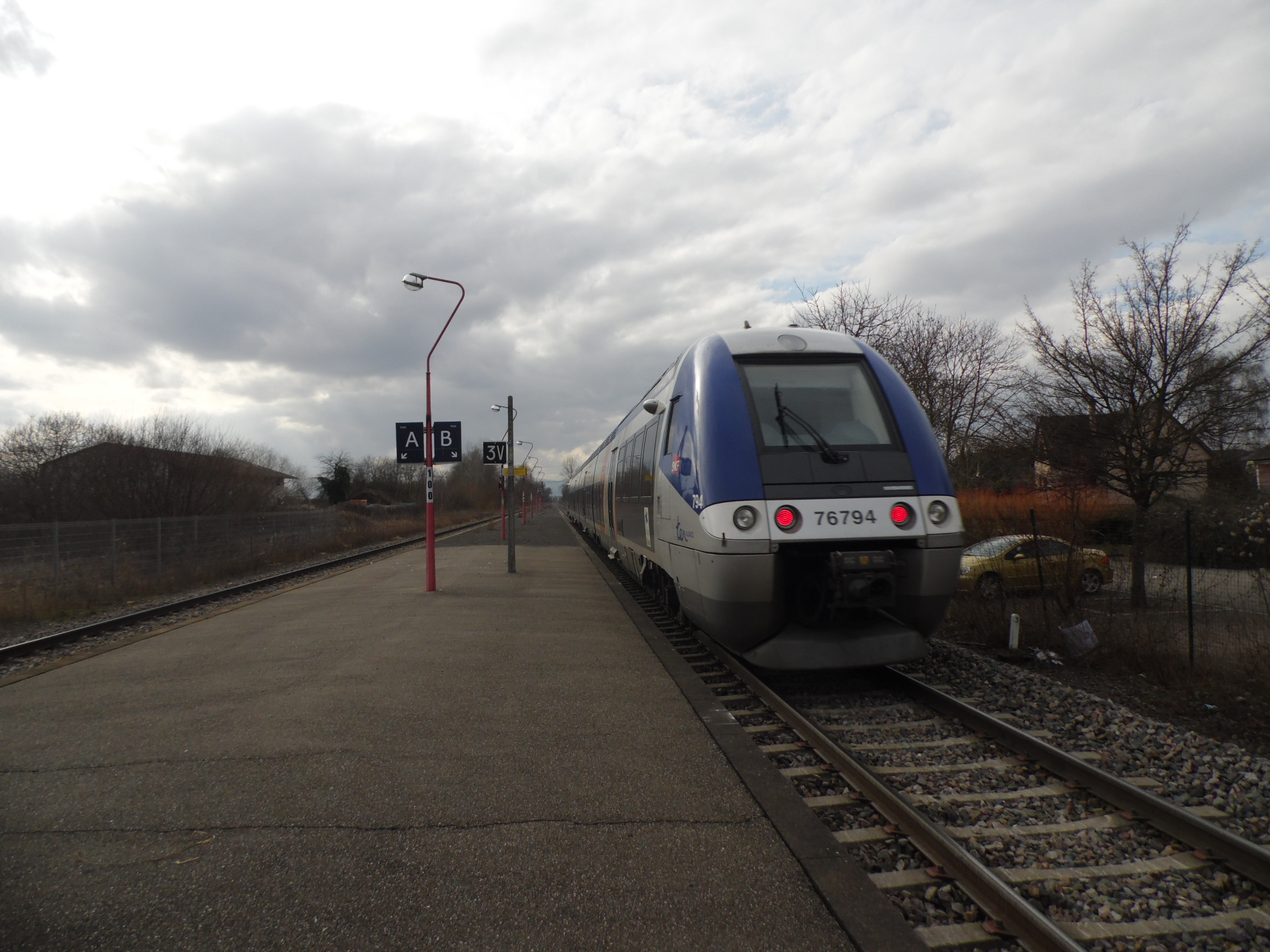
林戈尔赛姆火车站

### 公路
下莱茵省省道D222线、D392线和D445线在林戈尔赛姆境内交汇。
2017年，77.8%的林戈尔赛姆家庭拥有至少一辆私人汽车。2019年，林戈尔赛姆境内共发生各类交通事故9起，造成12人受伤。

### 铁路
林戈尔赛姆位于斯特拉斯堡－圣迪耶铁路上。林戈尔赛姆站位于市区中北部，停靠往返于斯特拉斯堡和莫尔塞姆一线的区域列车。

### 航空
距离林戈尔赛姆最近的民用航空站为斯特拉斯堡-恩赛姆机场，距离林戈尔赛姆市中心的公路里程约7公里。

### 城市公共交通
林戈尔赛姆是斯特拉斯堡城市公共交通（商业名称为）的服务范围，后者是斯特拉斯堡欧洲都会区的城市公共交通系统。截至2021年6月，该系统共包括六条有轨电车线路、两条大容量公交线路和数十条公交线路，其中有轨电车B线、公交L1线、12路、13路、22路、45路、64路经过林戈尔赛姆市区。

## 政治

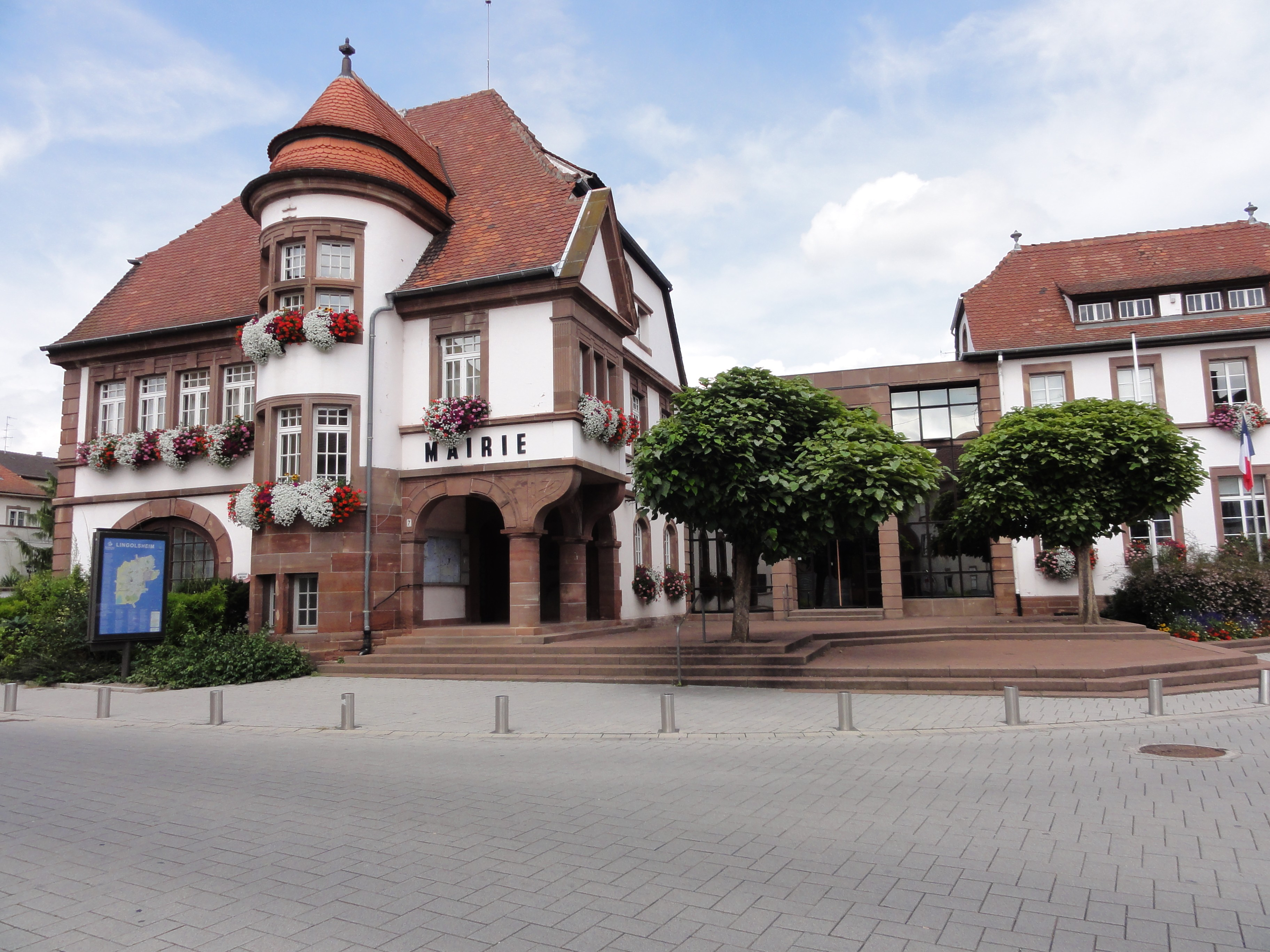
林戈尔赛姆市政厅

林戈尔赛姆的现任市长为卡特琳·格雷夫-埃克特女士（Catherine Graef-Eckert），她是共和党的一名成员，在2020年的市政选举中获得了54.03%的支持率。
在2017年的法国总统大选中，法国第25任总统埃马纽埃尔·马克龙在林戈尔赛姆获得了69.08%的支持率。

## 人口
2018年，林戈尔赛姆市镇人口数量为18,930，在法国排名第498位。其中男性8,656人，女性9,668人，75岁及以上人口占8.0%，外籍人口数量为3,746人，人口密度为3,327人/平方公里，当地居民被称为（男性）或（女性）。2019年，林戈尔赛姆境内出生292人，死亡人口127人。
| 年份   | 1936  | 1946  | 1954  | 1962  | 1968  | 1975   | 1982   | 1990   | 1999   | 2006   | 2011   | 2016   | 2018   |
| ------ | ----- | ----- | ----- | ----- | ----- | ------ | ------ | ------ | ------ | ------ | ------ | ------ | ------ |
| 人口數 | 4,687 | 4,802 | 5,236 | 7,738 | 8,287 | 10,479 | 14,688 | 16,480 | 16,860 | 16,784 | 16,703 | 18,569 | 18,930 |

## 经济
林戈尔赛姆斯特拉斯堡附近的一个卫星城，截至2021年6月，当地共有各类用人单位1,994家，平均历史为13年，其中99.36%为中小型企业（PME）。（制药）、（建筑装饰）及（工业设备销售）是当地2019年营业额最高的三个企业，分别为124,446,962欧元、42,341,500欧元和6,230,780欧元。

## 财政收入
2019年，林戈尔赛姆的财政收入总额为14,694,600欧元，财政支出总额为12,165,000欧元，当年的债务总额为7,188,150欧元。2020年，林戈尔赛姆共获得2,031,695欧元的国家财政补助，比上一年减少了0.01%。
2017年，林戈尔赛姆的人均月收入总额为2,143欧元，其中高级职员为3,654欧元，低于法国平均水平（4,214欧元）；中级职员为2,246欧元，低于法国平均水平（2,353欧元）；普通职员为1,653欧元，亦低于法国平均水平（1,690欧元）。
2017年，林戈尔赛姆境内的青壮年（15至64岁）失业率为13.3%，当地54.3%的家庭拥有纳税资格，平均纳税2,956欧元，低于法国平均水平（3,888欧元）。

## 社会事务

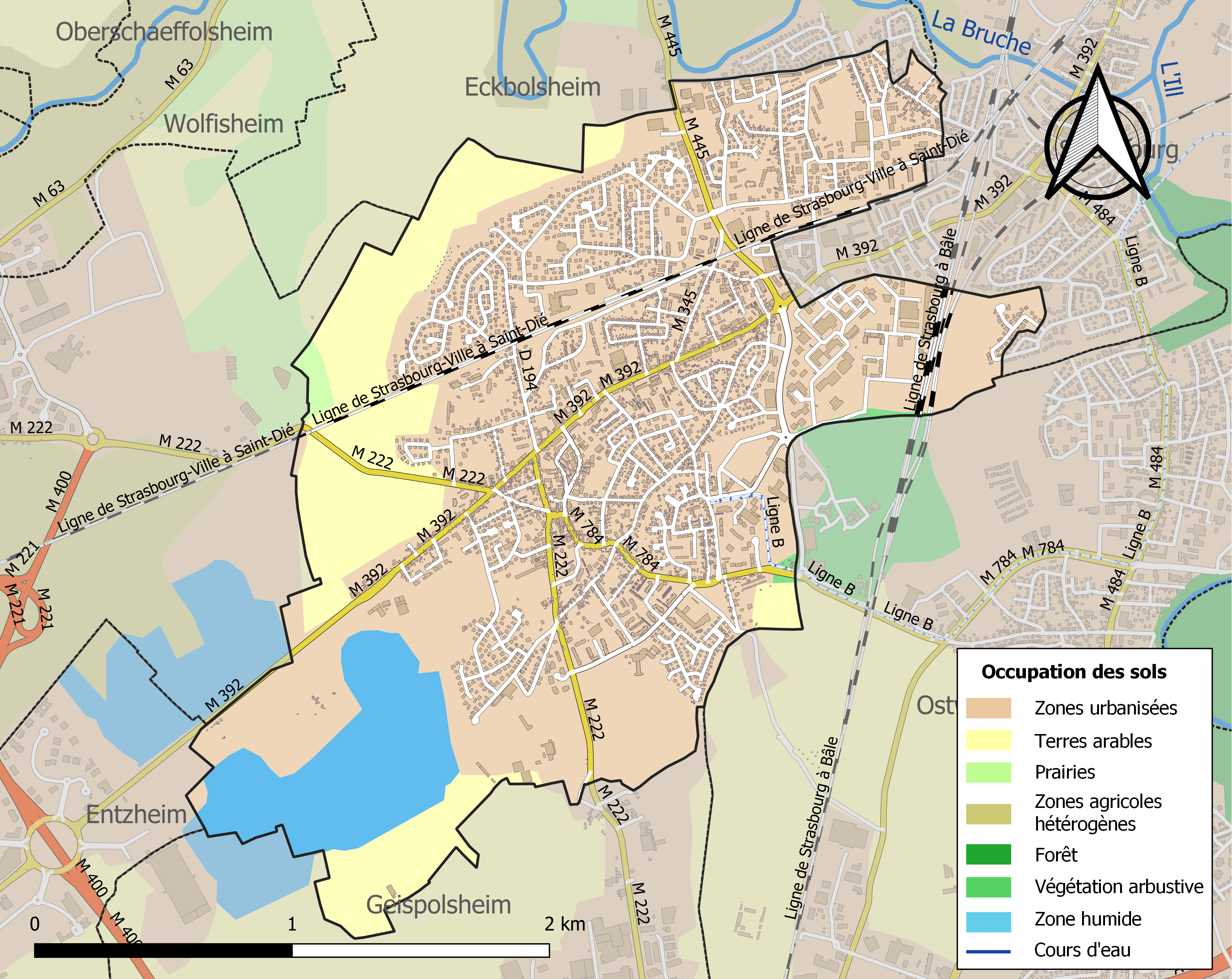
林戈尔赛姆土地利用情况地图

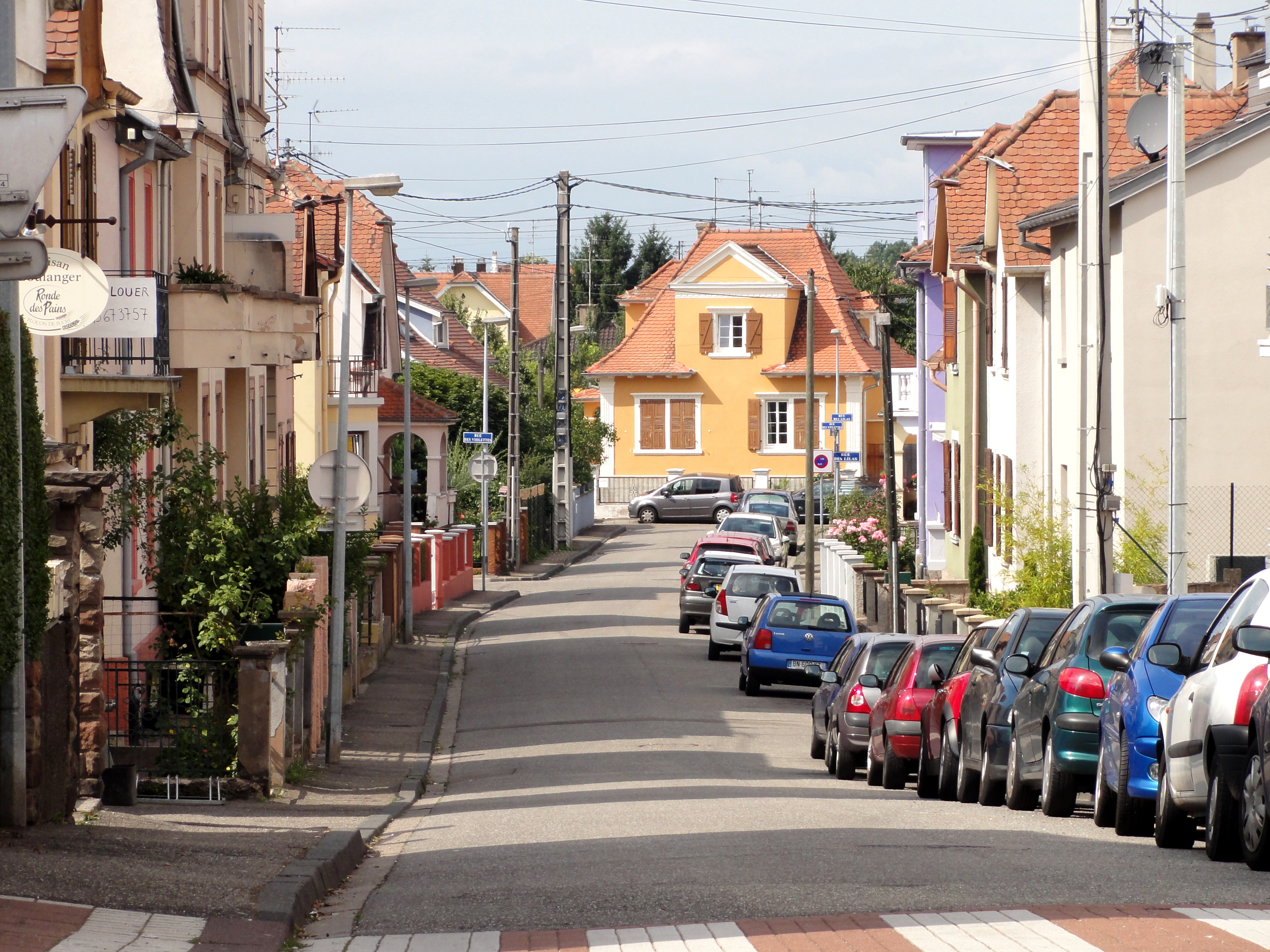
林戈尔赛姆的一条街道

### 教育
林戈尔赛姆属于斯特拉斯堡学区。截止2019年1月1日，林戈尔赛姆境内共有3所幼儿园、6所小学和2所初级中学。2018至2019学年度，林戈尔赛姆境内共有在校中等教育阶段学生1,047名。

### 医疗
截止2019年1月1日，林戈尔赛姆境内共有全科医生19名、保健师20名、牙医13名、护士29名、眼科医生3名、皮肤科医生1名、助产士4名、儿科医生1名和妇科医生1名。境内共有药房4家、养老院1家、残疾人帮扶中心3家。
林戈尔赛姆是斯特拉斯堡大学医院的服务范围，后者是法国的一个区域性医疗机构，也是一个大学教学医院，其主病区“斯特拉斯堡人民医院”位于斯特拉斯堡市区，距离林戈尔赛姆的正常车程在10分钟左右，设有床位1,088个，是当地规模最大的公立综合性医院。

### 住房
2017年，林戈尔赛姆境内共有各类住房8,882套，其中26.7%为独立式居民区，72.2%为集中式居民区。常住房屋占林戈尔赛姆市镇范围内居民建筑总量的92.1%。
在住房保障政策方面，2017年，林戈尔赛姆境内共有1,844户家庭获得了住房经济补助，受益人数占总人口数量的10.1%，其中1,703份为房租补助。

### 商业
2019年，林戈尔赛姆境内共有各类实体商铺284家，其中餐厅36家、大型超市3家、杂货店3家、面包房8家、肉铺1家、书店1家、装饰品店1家、银行门店8家、美容美发店21家、汽车维修店16家。市中心有一处利多超市和Super U超市，最近的大型购物中心位于伊尔基什-格拉芬什塔登境内。

### 体育
2019年，林戈尔赛姆境内共有1家游泳池、4间体育馆、1座综合体育场、13处网球场、1处马术场、2处足球或橄榄球场以及2处篮球或排球场。
林戈尔赛姆足球俱乐部（F.C. Lingolsheim）是当地唯一的注册足球队。

### 环境
林戈尔赛姆的环境事务由其所属的公共社区负责。2019年，林戈尔赛姆境内共有1家污染企业。

### 治安
2014年，林戈尔赛姆及附近地区共发生各类案件23,563起，其中盗窃类案件13,789起，经济类案件2,366起，毒品交易类案件1,350起。

## 文化

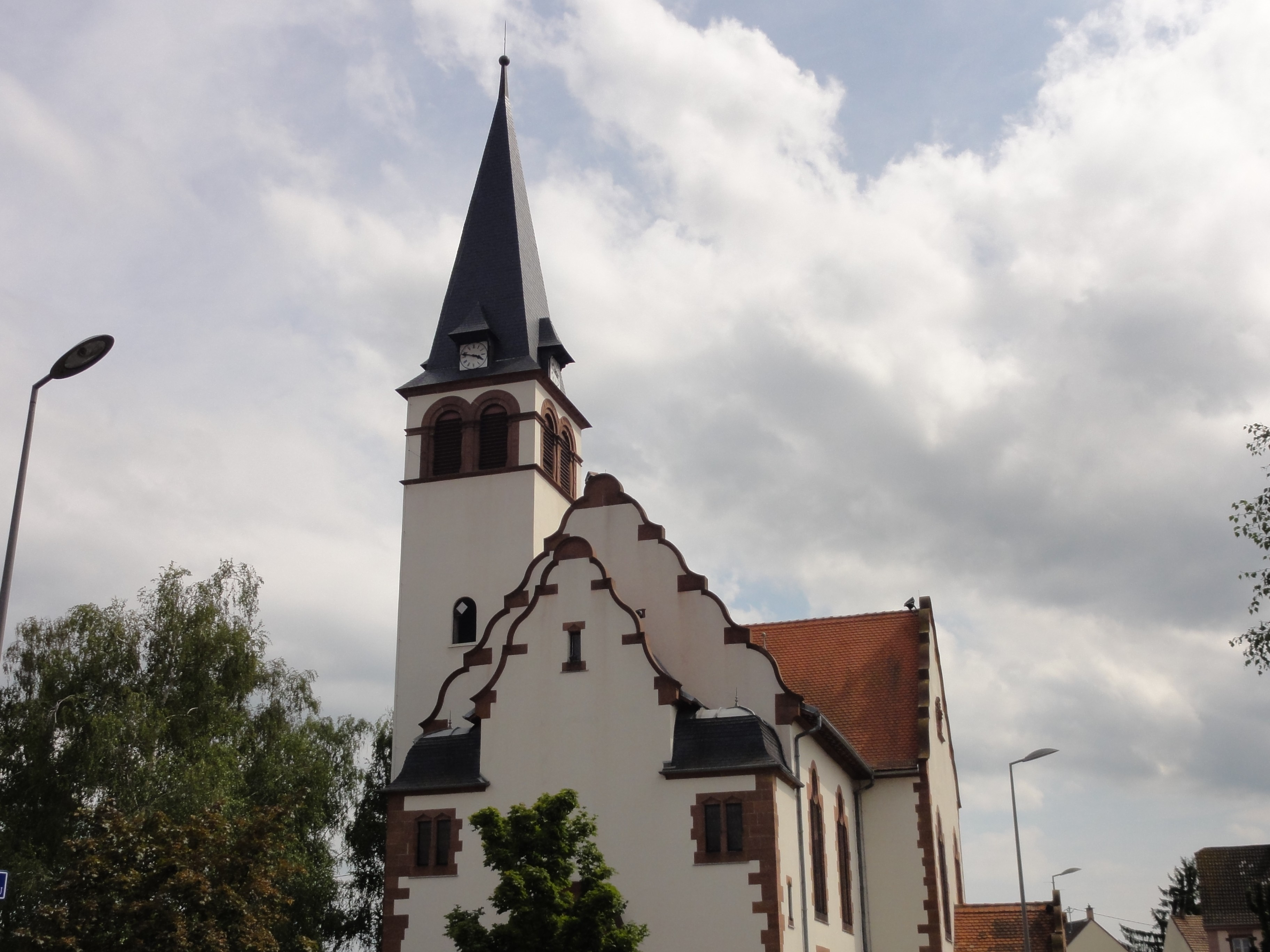
林戈尔赛姆新教教堂

2019年，林戈尔赛姆境内暂无任何文化设施。林戈尔赛姆市政府提供多媒体中心，向公众全年开放。

### 建筑
林戈尔赛姆境内的新教教堂（Église protestante de Lingolsheim）是法国国家文物保护单位，也是当地的代表性建筑物。除此之外，当地大部分建筑建于20世纪以后。

### 旅游
林戈尔赛姆的旅游事务由其所属的公共社区负责。2020年，林戈尔赛姆境内共有4家酒店共计242间房间。

### 媒体
法国主要的媒体均可在林戈尔赛姆接收，法国电视三台下属的大东部大区频道在部分时段播出林戈尔赛姆所属区域的地方新闻。

## 友好城市
截至2021年6月，林戈尔赛姆暂未建立任何友好城市关系。